# William Gordon (1784-1858)
Pour les articles homonymes, voir William Gordon (homonymie).
William Gordon (18 décembre 1784 - 3 février 1858) est un commandant de la marine écossaise et un homme politique conservateur .

## Carrière navale
Il est le deuxième fils de George Gordon (Lord Haddo), fils de George Gordon (3e comte d'Aberdeen). Sa mère est Charlotte, fille de William Baird et est le frère du premier ministre George Hamilton-Gordon, 4e comte d’Aberdeen. Il rejoint la Royal Navy en 1797 et devient le quatrième Lord de la marine de 1841 à 1846 et le commandant en chef du Nore de 1854 à 1857. Il est élu à une élection partielle en septembre 1820 comme député d'Aberdeenshire, et occupe le siège jusqu'à août 1854, quand il démissionne.
Gordon est décédé en février 1858 et le cap Gordon sur l'île Vega en Antarctique, porte maintenant son nom .